# ليزلي ويلر
ليزلي ويلر (بالإنجليزية: Lesley Wheeler)‏ هي كاتِبة وشاعرة أمريكية، ولدت في 25 سبتمبر 1967.